# Juízo
Juízo é o processo que conduz ao estabelecimento das relações significativas entre conceitos, que conduzem ao pensamento lógico objetivando alcançar uma integração significativa, que dê possibilidade a uma atitude racional frente as necessidades do momento. E julgar é, nesse caso, estabelecer uma relação entre conceitos.
A natureza do juízo consiste em afirmar uma coisa de outra, diz Aristóteles. O juízo encerra, pois três elementos: duas ideias e uma afirmação. A ideia da qual se afirma alguma coisa chama-se sujeito. A ideia que se afirma do sujeito chama-se atributo ou predicado. Quanto à própria afirmação, representa-se pelo verbo é, chamado cópula, porque une o atributo ao sujeito.